# Anniviers
Cet article concerne la commune. Pour la vallée, voir Val d'Anniviers.
Anniviers est une commune suisse du canton du Valais, située dans le district de Sierre. Elle a été créée en 2009 à la suite de la fusion des 6 communes du val d'Anniviers : Ayer, Chandolin, Grimentz, Saint-Jean, Saint-Luc et Vissoie.

## Géographie

### Localisation

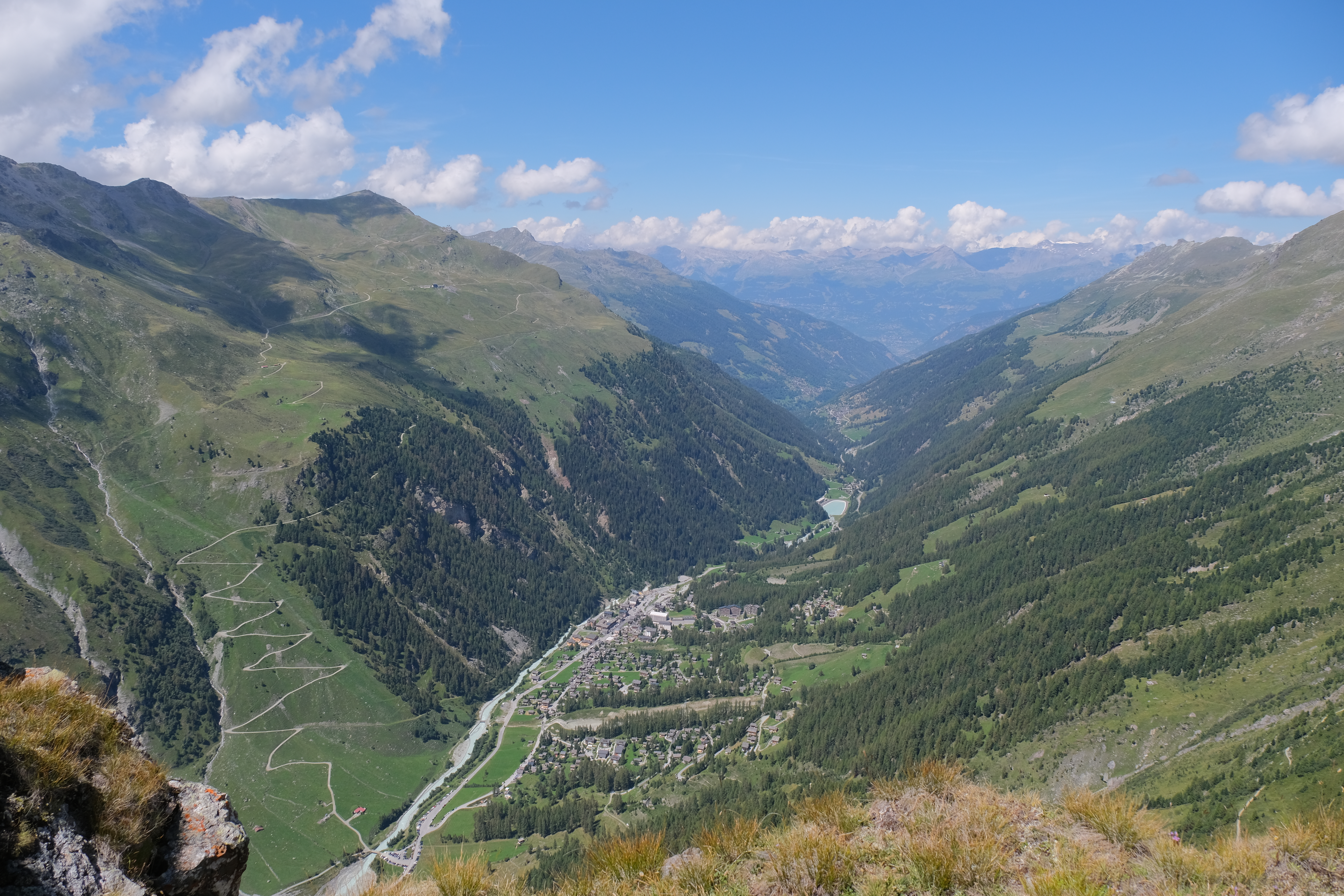
Vue du val d'Anniviers depuis le roc de la Vache.

Anniviers se trouve dans le district de Sierre, dans le canton du Valais. Le centre géographique du Valais, calculé en 2009, se situe sur le territoire cantonal au lieu-dit Gillou, à 2 km de Saint-Luc et à 1 870 m d'altitude. Le territoire communal occupe l'entièreté du val d'Anniviers, à l'exception du village de Vercorin qui appartient à la commune de Chalais et du début de la vallée qui se trouve sur le territoire de Chippis. Le point le plus bas de la commune se trouve dans le lit de la Navizence, à la limite avec Chippis, à 578 m au-dessus du niveau de la mer ; son point culminant se situe à 4 500 m d'altitude, près du sommet du Weisshorn. Les villages d'Anniviers se trouvent eux entre 1 000 et 2 000 m, dans les zones les plus larges de la vallée.
La superficie totale de la commune est de 242,95 km2, faisant d'elle la deuxième plus grande commune du Valais et la huitième plus grande de Suisse,. La commune comprend en tout 18 localités : les anciennes communes Ayer, Chandolin, Grimentz, Saint-Luc, Saint-Jean et Vissoie et les villages et hameaux Cuimey, Fang, La Combaz, Les Morands, Mayoux, Mission, Mottec, Niouc, Pinsec, Pralong, Bouillet, Soussillon et Zinal.
| Grône, Chalais          | Chippis, Sierre | Salquenen, Loèche |
| Mont-Noble Saint-Martin | Anniviers       | Agarn Oberems     |
| Evolène                 | Zermatt         | Randa             |

### Transports et accès
Anniviers est parcouru par la route principale 210.1 Sierre-Vissoie-Ayer-Zinal. À Sierre, celle-ci rejoint la sortie numéro 28 de l'autoroute A9 et la route principale 9.
La commune est desservie par un réseau de bus CarPostal : ligne 12.451 Sierre-Vissoie, ligne 12.452 Sierre-Vissoie-St-Jean-Grimentz-Moiry, ligne 12.453 Sierre-Vissoie-Ayer-Zinal et ligne 12.454 Sierre-Vissoie-Saint-Luc-Chandolin,,,.

## Aménagement du territoire

### Morphologie et planification
La superficie d'Anniviers comprend 21 % de surfaces boisées, 22 % de surfaces agricoles utiles, 1,9 % de surfaces d'habitats et d'infrastructures et 55,1 % de surfaces improductives.
À la suite de la révision de la Loi sur l'aménagement du territoire (LAT), le plan directeur cantonal calcule un surplus de 90 hectares de terrains à bâtir en Anniviers. En 2018, dans le but de réviser son plan d’affectation des zones (PAZ) et son règlement communal des constructions et des zones (RCCZ), la commune gèle pour deux ans 100 ha sur 1 560 parcelles, parmi lesquels 20 ha sont réservés à des hébergements touristiques et 80 ha sont placés en zone réservée LAT,. Les parcelles touchées se situent principalement à l'extérieur des villages, le but étant de densifier ces derniers plutôt que de les étaler davantage. En août 2020, la commune annonce dans un rapport d'avant-projet de la révision du PAZ et du RCCZ que les 80 ha de réserve gelés en 2018 seront probablement dézonés. L'homologation de cette révision est prévue pour 2025.

### Logements
En 2020, sur 5 890 habitations, Anniviers compte 2 311 maisons individuelles, 2 928 appartements dans des immeubles, 494 bâtiments avec usage annexe et 157 bâtiments partiellement utilisés pour de l'habitation. Parmi tous ces bâtiments, 752 ont été construits entre 2006 et 2020 et 814 logements datent d'avant 1919. La majorité des logements font 3 pièces, avec 1 708 unités, tandis que 293 logements disposent de 6 pièces ou plus. Toujours en 2020, 46 logements sont vacants sur le territoire communal, ce qui représente 0,78 % du nombre de logements.
Le loyer net d'un appartement en Anniviers se situe entre 1 410 et 1 750 francs suisses par mois, des chiffres plus bas qu'en Valais et en Suisse. Le prix d'une maison individuelle typique se trouve entre 1 100 000 et 1 400 000 francs suisses tandis qu'un appartement coûte entre 780 000 et 980 000 francs suisses.
En 2000, Saint-Luc et Grimentz sont les communes ayant les plus grands taux de résidence secondaire de Suisse, avec respectivement 82,8 et 81,8 % des logements du territoire étant occupés temporairement. Les autres villages d'Anniviers ont alors un taux de 77,4 % (Chandolin), 74 % (Ayer), 51,4 % (Saint-Jean) et 25,7 % (Vissoie),. En 2022, 75,9 % des logements de la commune d'Anniviers sont des résidences secondaires. La commune est ainsi soumise aux dispositions de la loi sur les résidences secondaires introduite en 2012 par l'initiative Franz Webber,. Cela signifie que les constructions de nouvelles résidences secondaires sont limitées aux logements d'hébergement touristique.

### Risques naturels

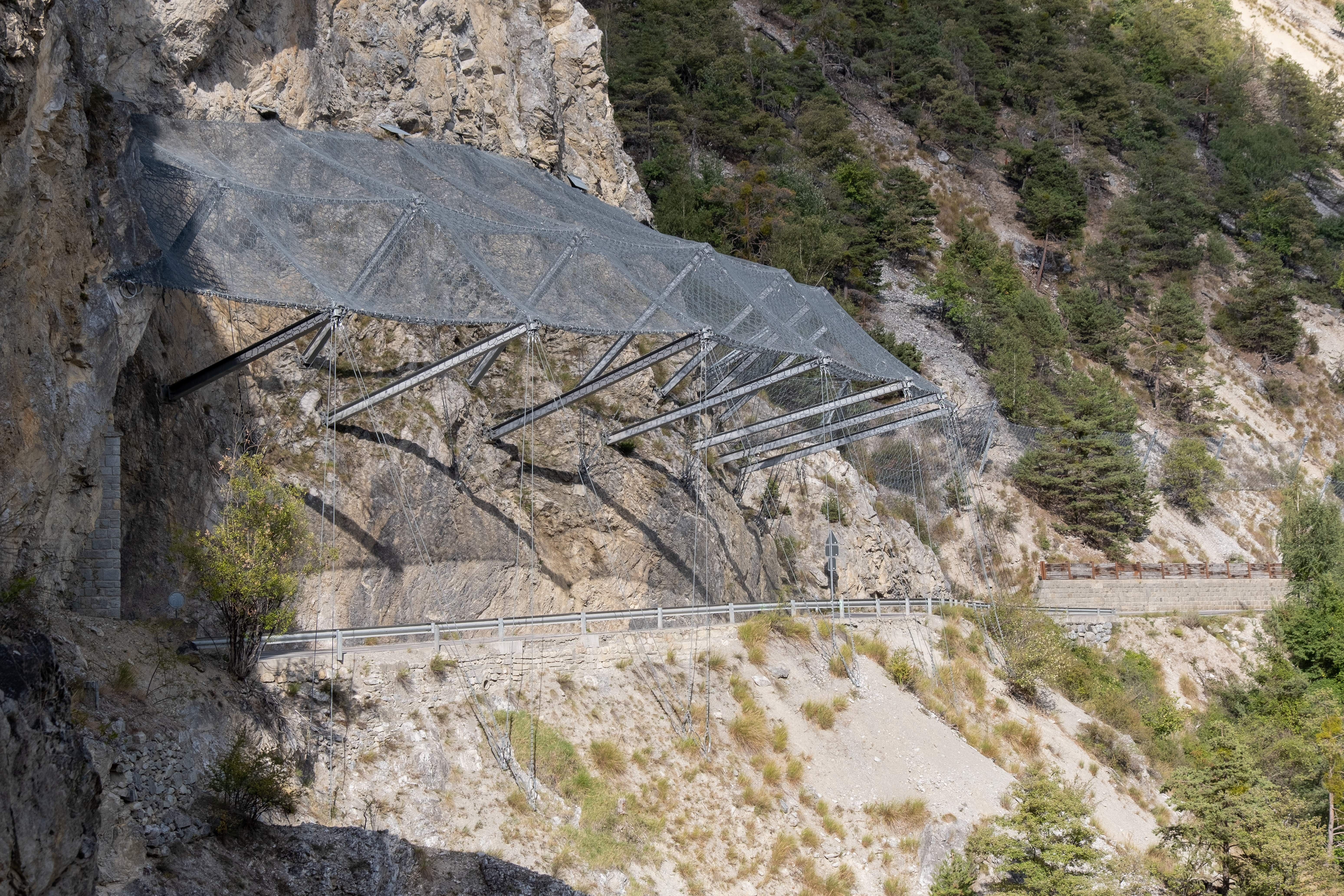
Protection contre les chutes de pierre sur la route des Pontis.

Anniviers, comme une majorité du Valais, est située dans une zone de risque sismique 3b, c'est-à-dire dans la catégorie des régions les plus exposées selon le système de mesure suisse. De nombreuses zones de la vallée sont menacées par des chutes de blocs, des éboulements et des glissements de terrain. Anniviers est également menacé par des dangers élevés de cours d'eau latéraux, notamment dans les villages de Zinal, Mottec et Mission.
À cause de sa topologie montagneuse, la commune doit également se prévenir contre les dangers d'avalanche ; en 2016, 330 habitations et neuf kilomètres de route se trouvaient en zone de danger d'avalanche, menacés par 30 couloirs d'avalanche. Entre 1980 et 2016, 30 millions de francs suisses ont été investis par le canton et la commune pour construire des dispositifs de protection et pour surveiller les sites à risque,.

## Toponymie
Le nom de la commune reprend celui du val d'Anniviers. Celui-ci a peu varié au cours de son histoire : vallis Annivesii avant 1052, puis de Anivesio en 1193, Annivies en 1215, Anives en 1243 et Annevié en 1253.
L'origine et la signification du nom « Anniviers » sont incertaines et ont été interprétées de manière différentes à partir du latin. Selon le sociologue Bernard Crettaz, il trouverait son origine de la migration saisonnière de ses habitants entre la montagne et la plaine : l'étymologie renverrait les significations « année sur les chemins », « chemins de l'année » ou « travaux de l'année », soit « Anni viae »,. Les autres interprétations possibles sont, entre autres, « Ad nives » (« vers les neiges ») ou « Anni visio » (« visite de l'année », en référence à la visite annuelle de l'évêque). Le philologue Paul Aebischer évoque une racine gauloise anavo-, qui exprime les notions d'inspiration et de richesse.
En patois local, Anniviers se dit « Anivyè ».

## Histoire
Les premières traces humaines connues datent de l'âge du Fer et du Bronze. On y trouve de nombreuses pierres à cupule, ce qui atteste une présence humaine.
Avant 1052, la vallée se nommait Annivesium (ancien nom allemand Eifischtal).
L'évêque de Sion acheta la vallée entre 1116 et 1138 et en fit don au chapitre. En l'an 1193, Anniviers devient un vidomnat qui fut perpétuel dès 1311. Administré dans un premier temps par la famille d'Anniviers, puis par les Rarogne (1381), il revint à l'évêché de 1467 à 1798. La vallée compte alors quatre quartiers politiques de 1327 à 1798 (Quartier de Luc, de Grimentz...) et représente un tiers du dizain de Sierre en 1565. Avant 1798, Anniviers vit en autarcie et regroupe dix communautés villageoises aux rapports souvent conflictuels.
Vers la fin du XVIIIe siècle, la vallée s'effrite et on peut assister à une multiplication des paroisses au nombre de deux en 1805 puis cinq en 1932. Les communes commencent à se dessiner et sont six en 1905 : Ayer, Chandolin, Saint-Luc, Saint-Jean, Grimentz et Vissoie. En ce qui concerne les moyens de communication, l'on trouve un premier chemin vers 1300, une route carrossable en 1854 (pour le transport des minerais de nickel et de cobalt). La route goudronnée date de 1955 et a dû être construite pour permettre le transport des matériaux nécessaires à l'édification du barrage de Moiry.
L'histoire plus récente consiste principalement dans la chute du secteur primaire (de 88,6 % en 1910 à 10 % en 1980) et le développement du tourisme, ce qui a remis au goût du jour une unité de la vallée, qui a trouvé son apogée en 2005 lors des débuts du projet de fusion des communes. Cela déboucha sur un référendum le 26 novembre 2006 qui scella la fusion des six anciennes communes d'Ayer, Chandolin, Grimentz, Saint-Jean, Saint-Luc et Vissoie, fusion effective depuis le 1er janvier 2009.

## Politique

### Tendances politiques et administration
La politique en Anniviers est marquée par la très forte présence de la droite, qui compose tous les sièges du conseil municipal pour l'exercice 2021-2024 ; la gauche, représentée par le Parti socialiste, a perdu son seul siège lors des élections 2020. L'exécutif communal comprend ainsi cinq élus PDC et deux élus PLR. Le président du conseil municipal est David Melly (PDC) et son vice-président est Vincent Theytaz (PDC). Les conseillers municipaux sont Danièle Zufferey (PDC), David Zufferey (PDC), Fabrice Ganioz (PDC), Vincent Massy (PLR) et Sonia Martin (PLR). Les sept membres du conseil sont chargés respectivement de l'Administration générale, des relations extérieures et de l'énergie, de l'Enseignement et la formation, des infrastructures sportives et du tourisme, des Finances et impôts, de la justice et de l'agriculture, de la Sécurité, des dangers naturels et de l'aménagement du territoire, des Institutions, de la culture, des loisirs et cultes, du social, de la sylviculture et de la communication et la promotion économique, du Trafic, des transports publics, des itinéraires de loisirs et des bâtiments ainsi que des Infrastructures publiques et de l'environnement.
Le pouvoir législatif de la commune d'Anniviers est représenté par l'assemblée primaire. Celle-ci réunit tous les habitants de la commune bénéficiant des droits civiques. Ses tâches consistent à élire le conseil municipal, le juge et le vice-juge, à adopter les comptes et budgets ainsi que les règlements et à veiller à une exécution correcte des décisions gérées par le conseil municipal.

### Présidents

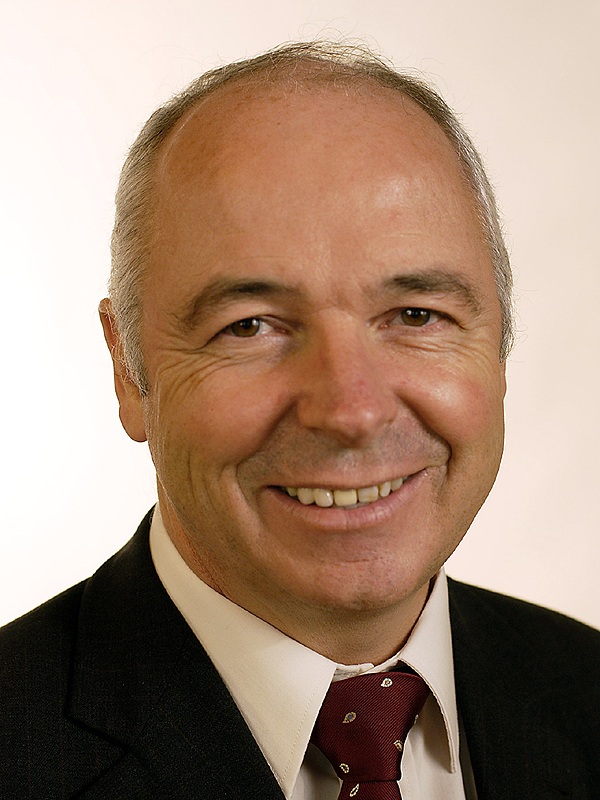
Simon Epiney, président de Vissoie entre 1980 et 1992 et premier président de la commune d'Anniviers,.

| Période          | Période          | Identité     | Étiquette                | Qualité        |
| ---------------- | ---------------- | ------------ | ------------------------ | -------------- |
| 1er janvier 2009 | 31 décembre 2016 | Simon Epiney | Parti démocrate-chrétien | Avocat-notaire |
| 1er janvier 2017 | En cours         | David Melly  | Parti démocrate-chrétien |                |

## Population et société

### Démographie

#### Évolution de la population
La commune compte 2 773 habitants au 31 décembre 2023 pour une densité de population de 11 hab/km2. Sur la période 2010-2023, sa population a augmenté de 6,0 % (canton : 17,0 % ; Suisse : 9,4 %).  

#### Pyramide des âges
En 2023, le taux de personnes de moins de 30 ans s'élève à 25,8 %, au-dessous de la valeur cantonale (31 %). Le taux de personnes de plus de 60 ans est quant à lui de 35,1 %, alors qu'il est de 27,5 % au niveau cantonal.
La même année, la commune compte 1 448 hommes pour 1 325 femmes, soit un taux de 52,2 % d'hommes, supérieur à celui du canton (49,9 %).
| Hommes | Classe d’âge | Femmes |
| ------ | ------------ | ------ |
| 1,1    | 90 ans ou +  | 1,1    |
| 10,9   | 75 à 89 ans  | 9,6    |
| 23,9   | 60 à 74 ans  | 23,5   |
| 20,3   | 45 à 59 ans  | 20,1   |
| 18,1   | 30 à 44 ans  | 19,8   |
| 13,7   | 15 à 29 ans  | 12,2   |
| 12,0   | - de 14 ans  | 13,7   |

| Hommes | Classe d’âge | Femmes |
| ------ | ------------ | ------ |
| 0,6    | 90 ans ou +  | 1,3    |
| 8,0    | 75 à 89 ans  | 10,1   |
| 17,1   | 60 à 74 ans  | 17,9   |
| 21,0   | 45 à 59 ans  | 20,7   |
| 21,3   | 30 à 44 ans  | 20,1   |
| 17,3   | 15 à 29 ans  | 16,0   |
| 14,7   | - de 14 ans  | 14,0   |

| Hommes | Classe d’âge | Femmes |
| ------ | ------------ | ------ |
| 38     | veuf(ve)s    | 91     |
| 149    | divorcé(e)s  | 109    |
| 644    | marié        | 615    |
| 589    | célibataires | 494    |

#### Population résidente d'origine étrangère
En 2021, 18,7 % de la population d'Anniviers possèdent une nationalité étrangère. Parmi les pays les plus représentés se trouvent le Portugal (184 personnes), la France (156), la Belgique (66), le Royaume-Uni (35) et l'Allemagne (30).

### Éducation
Avant les années 1960, le territoire d'Anniviers compte 11 écoles — une par village, à l'exception de Zinal. Chaque école, sauf celles de Vissoie et d'Ayer, ne compte alors qu'une seule classe regroupant les différents niveaux. Ces écoles ferment progressivement durant les années 1960 car les élèves ne sont pas assez nombreux et il devient difficile d'embaucher des enseignants. Les premières idées de centralisation voient ainsi le jour.
Le Centre scolaire d'Anniviers, situé à Vissoie, est inauguré en février 1973 ; les communes de Grimentz et d'Ayer, qui refusaient l'idée de regrouper tous les enfants de la vallée dans une même école, ferment leurs écoles la même année, probablement motivées par l'introduction du concept de cycle d'orientation en 1972. Tous les enfants d'Anniviers, du degré préprimaire au degré secondaire I, sont ainsi regroupés au centre scolaire de Vissoie depuis l'année scolaire 1973-1974.

### Identité de la population

#### Gentilé
Les habitants de la commune se nomment les Anniviards.

#### Patois
Anniviers possède son propre patois. Il fait partie, comme les autres patois valaisans, des dialectes francoprovençaux. Les différents villages de la vallée parlent le même dialecte, bien qu'il puisse exister des différences phonétiques d'un village à un autre. Saint-Luc et Chandolin forment alors un sous-groupe du patois anniviard tandis que les autres villages forment un deuxième sous-groupe.
En phonétique, la spécificité du patois d'Anniviers est le « l » vélaire, qui est prononcé « rl » par les plus jeunes. Il existe également des sons parasites très fréquents, comme « k » et « g ». Enfin, les consommes « g » et « k » sont mouillées lorsqu'elles se retrouvent devant un « a » ou un « e ».
Le patois d'Anniviers fait l'objet d'un lexique écrit par Dominique Epiney-Regolatti, Jean-Baptiste Massy et Gérard Revey et relu par la linguiste Janine Barmaz-Chevrier. Il est sorti en 2018 sous le titre Lexique du Patois d’Anniviers : Mòss èm patouè d’Anivyè. Il regroupe 3 500 mots traduits et retranscrits selon la graphie des patois valaisans,.

## Économie

### Emplois et entreprises
En 2020, sur les 1 558 travailleurs actifs de la commune, 115 travaillent dans le secteur primaire, 265 dans le secteur secondaire et 1 178 dans le secteur tertiaire. De même, sur 345 entreprises, 44 travaillent dans le secteur primaire, 57 dans le secteur secondaire et 244 dans le secteur tertiaire. L'équivalent temps plein de l'ensemble des travailleurs de la commune est de 1 182. En août 2022, le taux de chômage de la région de Sierre est de 2,1 %, soit une baisse de 0,5 % par rapport au mois d'août de l'année précédente.

### Activités
Anniviers est une région hautement touristique. Plusieurs chemins pédestres et diverses installations sportives accueillent les visiteurs en été. Pour l'hiver, deux domaines skiables Grimentz - Zinal et Saint-Luc/Chandolin sont situés sur le territoire communal.
La région compte plusieurs hôtels de toutes catégories et des cabanes de montagne.

## Culture et patrimoine

### Patrimoine bâti

#### Biens culturels d'importance
Anniviers possède 14 édifices et 2 sites archéologiques inscrits à l'inventaire suisse des biens culturels d'importance nationale et régionale de 2021. Les moulins de Saint-Luc et les pierres à cupules de Grimentz sont reconnus d'importance nationale. Les sites d'importance régionale sont l'usine hydroélectrique de Mottec, l'église Sainte-Barbe et le pont des Petits-Pontis à Chandolin, le grand grenier et les trois caves blanches à Grimentz, la chapelle Saint-Jean de Saint-Jean, le grand Hôtel du Cervin, l'hôtel Bella Tola et les pierres à cupules de Saint-Luc ainsi que, à Vissoie, la chapelle Notre-Dame Compassion du château, l'église Sainte-Euphémie, la cure, la tour et le vicariat

#### Monuments
En dessous du village de Fang, des fouilles archéologiques ont permis de découvrir en 2014 un hameau médiéval au lieu-dit Tiébagette.

### Manifestations
Chaque année, Anniviers accueille l'arrivée de la course à pied de Sierre-Zinal ainsi que le Grand Raid BCVs.

### Spécialités régionales

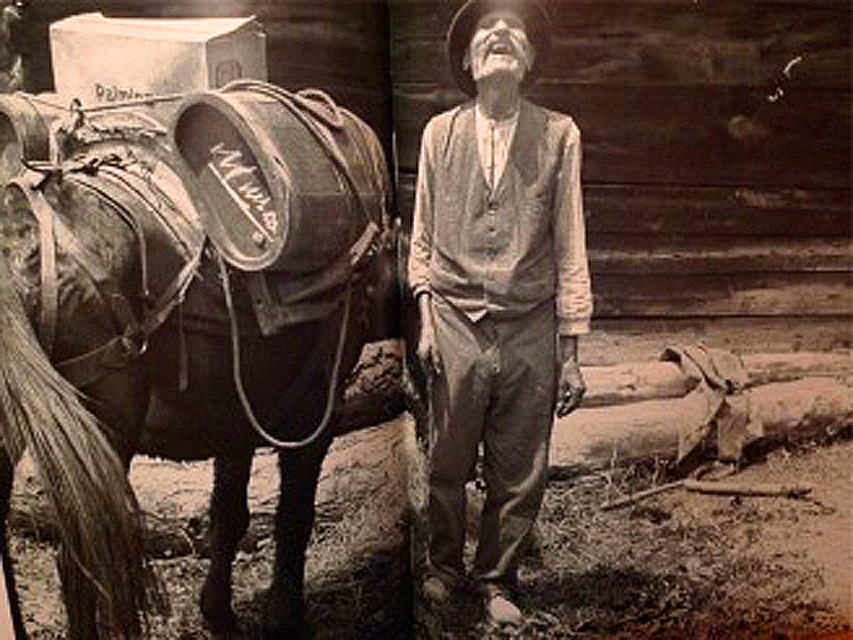
Au début du XXe siècle à Soussillon, transport muletier à l'aide de barròt de Sierre à Chandolin du vin qui deviendra du Vin du Glacier.

Le vin du Glacier est un vin blanc typique d'Anniviers, vinifié à l'origine à partir de cépages de rèze par cuvaison des grains entiers. Le vin est entonné à Sierre, où il passe l'hiver, avant d'être transporté dans les différents villages du val d'Anniviers, et il est conservé pendant plusieurs années. Chaque année, la nouvelle récolte est ajoutée aux précédentes, ce qui fait du vin du Glacier un vin parfois centenaire. Il est à l'origine consommé uniquement lors d’événements spéciales, tels que des mariages, des enterrements ou des baptêmes. Les cépages de rèze ayant pratiquement disparu, le vin du Glacier est fait à partir de plants d'ermitage, pinot gris ou fendant. Les tonneaux de vin du Glacier sont gardés par les bourgeoisies des villages du val d'Anniviers.

### Personnalités
- Edmond Bille, 1878-1959, peintre ayant vécu à Chandolin[59]
- René-Pierre Bille, 1915-2006, fils d'Edmond Bille, photographe et cinéaste animalier ayant vécu à Chandolin[60]
- S. Corinna Bille, 1912-1979, fille d'Edmond Bille, écrivaine ayant séjourné à Chandolin et dont le mari, Maurice Chappaz, a écrit le livre L'aventure de Chandolin[61],[62],[63]
- Bernard Crettaz, 1938-2022, sociologue et ethnologue notamment spécialisé sur le thème de la mort, né à Vissoie[64]
- Didier de Courten, cuisinier et responsable des hôtels et restaurants des remontées mécaniques de Grimentz-Zinal[65],[66]
- Armand Genoud, 1930, skieur de randonnée originaire de Vissoie ayant participé aux Jeux olympiques d'hiver de 1956[67],[68],[69]
- Ella Maillart, 1903-1997, écrivaine et photographe ayant vécu à Chandolin[70]
- Urbain Kittel, 1931, ancien président de Vissoie, architecte et promoteur immobilier originaire de Vissoie[71],[72]
- Didier Massy, 1963, joueur international suisse et arbitre de hockey sur glace originaire d'Anniviers[65],[73]
- Jacques Melly, 1951, conseiller d'État valaisan originaire d'Ayer[74]
- Paul Monnier, 1907-1982, peintre originaire de Grimentz[75]
- Patrice Morisod, 1968, entraîneur de l'équipe suisse de ski alpin puis de l'équipe de France, ayant grandi à Zinal[76],[77]
- Laurence Revey, 1965, chanteuse et professeure de théatre originaire d'Anniviers[78]
- Aloys Theytaz, 1909-1968, écrivain et notaire né à Vissoie[79]
- Pierre de Torrenté, ?-1481, clerc de notaire originaire d'Ayer et exécuté sur le bûcher en 1481 aux côtés de son fils Nycollin dans le cadre des procès de sorcellerie du Valais[80]

### Héraldique
| Blason de Anniviers | Blason  | Parti de gueules et d'argent à deux bouquetins affrontés de l'un dans l'autre. |
| Blason de Anniviers | Détails | Le blason d'Anniviers reprend les armoiries de la famille d'Anniviers, qui sont citées dans des actes de procès du XIVe siècle. Selon Jacques-Étienne d'Angreville, la famille d'Anniviers aurait porté ses armoiries d'or au lieu d'argent. Les armes d'Anniviers sont également apparues sur des Thalers émis par l'évêque de Sion Nicolas Schiner en 1498 et 1501. Les armoiries de la commune sont approuvées par le canton du Valais. |
| Blason de Anniviers | Alias   | Parti de gueules et d'or à deux bouquetins affrontés de l'un dans l'autre. Blason présumé de la famille d'Anniviers. |

### Fonds d'archives
- Fonds : Anniviers, ancienne communauté (13e siècle-1951) [4,22 mètres].  Cote : CH AEV, Anniviers. Sion : Archives de l'État du Valais (présentation en ligne)..